# Copa de huesos. Profanaciones
Copa de huesos. Profanaciones es una recopilación de la obra poética del escritor venezolano Caupolicán Ovalles. Fue publicada en las Ediciones La Gran Papelería del Mundo en 1972 en Caracas, Venezuela, y cuenta con una reedición por el Fondo Editorial Eduardo Sifontes de la Gobernación de Estado Anzoátegui, en 2007. Algunos de los textos que lo integran fueron seleccionados para formar parte de la antología En (des)uso de razón, presentada por Rayuela Taller de Ediciones y la Fundación Cuapolicán Ovalles en 2016.
El libro Copa de Huesos. Profanaciones hizo merecedor a Caupolicán Ovalles del Premio Nacional de Literatura en 1973. La entrega fue realizada en el mismo año en que este escritor publicó Sexto sentido y diario de Praga.

## Contenido
Ovalles realiza en Copa de Huesos. Profanaciones un recorrido por su trabajo poético, en el que también expone algunas de sus posturas ante la escritura, a su rol como poeta y ante la poesía misma.
Es así como en el texto Señas y contraseñas, incluido en este libro, Ovalles inicia interrogándose, acaso a sí mismo: “Pregunto ¿en qué consiste tener un espíritu de escritor? ¿Y en qué consiste escribir con la ballena- fabulosa y vilipendiada ballena- en los brazos, o con la ballena diciéndole: escriba que desde mar se le contempla y en la ciudad se le quiere?”. A lo que se aventura a responder más adelante: “Si existe una obligación que le permita a uno ejercer el dominio de una amplia perspectiva, ella es la de descubrir el mundo que se tiene ante las narices”.
El libro recoge algunos de sus más reconocidos poemas como Yo poeta (1961) o En uso de razón (1963). En Una copa de huesos para la inocente academia, texto que da nombre al poemario, Ovalles se interroga sobre la poesía y se enfrenta desde la palabra contra la élite cultural de entonces.
“¿Y la poesía?
la silla turca ¿en dónde
he tenido que meterla?
¿qué he hecho de la cabra loca?
¿de la nube en el ojo?
¿de la persiana que sube de la poesía?”